# Наталија Петровић Његош
Наталија Константиновић (10. октобар 1882 – 21. август 1950), била је ћерка Александра А. Константиновића (1848–1914) и Милеве Опујић  и супруга црногорског принцa Мирка Петровића Његоша (1879–1918)  и мајка бившег престолонаследника Црне Горе, Михаила Петровића Његоша (1908–1986). 

## Биографија
Била је ћерка Александра А. Константиновића (1848–1914) и Милеве Опујић  и супруга црногорског принцa Мирка Петровића Његоша (1879–1918)  и мајка бившег престолонаследника Црне Горе, Михаила Петровића Његоша (1908–1986).
Њени бака и деда, очеви родитељи, били су Александар O. Константиновић и Анка Обреновић.
Имала је брата, Владимира А. Константиновића, који је био војно лице.
Капетан Владимир Константиновић био је официр, око 1900. године оженио се једном Американком и са њом је од тада живео у њиховом замку у Нормандији. После смрти прве жене оженио се Францускињом са којом је имао сина 
Била је у браку са црногорским принцeм Миркoм Петровићeм (1879–1918), од 1902. до 1917. године, када су се развели. Имали су петорицу синовa, од којих је само Михаилo (1908–1986) поживео некe добре годинe.
Наталија је у другом браку са белгијским грофом Гастоном Ерембо де Дидзел (1877–1961) ималa кћеркe Јелену (1921–2006) и Ану (1922–1984), удату за Филипа Церфа и касније за Пјера Савија. Има потомака.

## Породица

### Супружник
| име                  | слика | датум рођења    | датум смрти   |
| -------------------- | ----- | --------------- | ------------- |
| Миркo Петровић Његош |       | 17. април 1879. | 2. март 1918. |

- брак разведен 1917. године.

### Деца
| име                             | слика | датум рођења        | датум смрти     | супружник                            |
| ------------------------------- | ----- | ------------------- | --------------- | ------------------------------------ |
| Принц Стефан                    |       | 27. август 1903.    | 15. март 1908.  | Умро у детињству од туберкулозе.     |
| Принц Станислав                 |       | 30. јануар 1905.    | 4. јануар 1908. | Умро у детињству од туберкулозе.     |
| Принц престолонаследник Михаило |       | 14. септембар 1908. | 24. март 1986.  | Женевјев Прижан, брак разведен 1949. |
| Принц Павле                     |       | 16. мај 1910.       | јун 1933.       | Није се женио, умро у младости.      |
| Принц Емануил                   |       | 10. јун 1912.       | 26. март 1928.  | Није се женио, умро у младости.      |